# Tomás Fábregas
Tomás Luis Fábregas Boudín (La Coruña, 26 de mayo de 1958 - Oakland (California), 22 de septiembre de 1994) fue un activista gallego, reconocido por su lucha contra el sida y por los derechos del colectivo LGBT.

## Biografía
Licenciado en Geografía e Historia por la Universidad de Santiago de Compostela, en 1980 se fue a trabajar a Nueva York en la ONU y más tarde se mudó a San Francisco. Tras ser diagnosticado positivo en VIH en 1989, abandonó su carrera y comenzó a involucrarse en el activismo contra el sida. Fue miembro directivo de la San Francisco AIDS Foundation, una organización que luchaba contra la enfermedad a nivel municipal, y parte del Grupo de Trabajo sobre Inmigración de ACT UP. Falleció en 1994 por complicaciones relativas a la enfermedad, a la edad de 36 años.
Actualmente la GLBT Historical Society of San Francisco es depositaria del archivo que guarda la memoria de su figura. Son seis cajas de documentos que donó el que fue su novio, Jeffrey L. Brooks.

## Boicot a la prohibición de entrada de personas seropositivas en EE.UU.
Desde 1987, Estados Unidos había prohibido la entrada en el país a personas seropositivas salvo que recibiesen una dispensa especial, una política consolidada cuatro años más tarde por el gobierno de George H. W. Bush. Fábregas se opuso frontalmente a la medida, en especial en lo que suponía la separación de derechos de viajeros y derechos de inmigrantes (al existir la posibilidad de obtener permisos de estancia temporales, pero nunca de residencia, aunque las personas estuvieran asentadas en el país). Como respuesta a ello, lideró junto a los demás miembros del Grupo de Trabajo sobre Inmigración una campaña internacional que logró reubicar el Congreso Internacional sobre el Sida de 1992 de Boston a Ámsterdam, evitando que se celebrase en un país donde participantes y asistentes seropositivos pudieran ser excluidos en la frontera. Tras ello, Fábregas fue invitado a dar la ponencia de apertura del congreso.
El momento de mayor impacto mediático de esta campaña, y de la propia trayectoria de Fábregas, tuvo lugar a su regreso a Estados Unidos. El activista, apoyado entre otros por la actriz y entonces directora de la AmfAR Elizabeth Taylor, desafió públicamente al Gobierno federal a detenerle y deportarle en el aeropuerto a su entrada en el país al volver de Ámsterdam, en aplicación de la prohibición de entrada a las personas seropositivas. La acción despertó una gran atención mediática internacional, y culminó con la entrada sin incidencias de Fábregas en el país, donde fue recibido por un nutrido grupo de activistas. El entonces alcalde de San Francisco, Frank M. Jordan, proclamó ese día 25 de julio de 1992 como "Tomás Fábregas Day".
Fábregas, que realizó la acción portando una camiseta con el letrero "No Borders" ("Sin fronteras"), ha sido reconocido por el impacto internacional y la vocación transnacional de sus acciones, orientadas no únicamente a la denuncia de las políticas discriminatorias estadounidenses, sino también a acabar con situaciones de discriminación sufridas por personas más vulnerables y de otros lugares del mundo. La ley que prohibía la entrada a personas seropositivas en Estados Unidos fue finalmente derogada de forma definitiva en 2009.

## Reconocimientos
La asociación San Francisco AIDS Candlelight Vigil creó el premio anual "Tomas Fabregas Award" en el marco de sus AIDS Hero Awards, que reconocen a figuras destacadas en la lucha contra el sida y son nombrados en honor a activistas del área de la Bahía de San Francisco.
En noviembre de 2008, el festival municipal "Coruña Visible" realizó una acción en homenaje a Fábregas y las pioneras Elisa y Marcela. El 7 de febrero de 2011, el pleno del ayuntamiento de La Coruña aprobó dedicar una calle a la memoria de Tomás Fábregas en el barrio de Labañou, finalmente inaugurada en 2013. En 2019 varias asociaciones coruñesas impulsaron unas jornadas en torno al VIH inspiradas por su figura, y en 2021 se estrenó el documental sobre su figura Fighting Barriers, dirigido por Domingo Díaz.